# Гермониус, Аксель Карлович
Гермониус Аксель-Андрей (Андриан-Аксель) Карлович (1860, С.-Петербург – 12 (25) января 1913, Полтава) – журналист, публицист, фельетонист, поэт, драматург и театрально-музыкальный критик. Редактор столичных и провинциальных изданий Российской империи.

## Биография
Из дворян Великого княжества Финляндского. Старший, по другим сведениям — второй, сын надворного советника и кавалера К. А. Гермониуса. Весной 1878/79 акад. года окончил курс С.-Петербургской второй мужской гимназии; в той гимназии, в том же академическом году, учились его младшие братья — Александр и Альберт. С сентября 1879/80 акад. года — студент С.-Петербургского университета, по разряду юридических наук. Весной 1882/1883 акад. года окончил курс юридического факультета университета, со степенью кандидата прав.
Полученное высшее образование позволяло вступить в государственную службу, с присвоением чина коллежского секретаря, или заниматься юридической практикой. Однако, А. К. Гермониус посвятил себя журналистике. С 1878 он начал помещать свои «сцены, шутки, рассказы и небольшие стихотворения» в столичных газетах и юмористических журналах: «Минута», «Стрекоза», «Осколки». Тогда же познакомился с И. А. Баталиным, став корреспондентом и «Петербургской газеты». Впоследствии, под многочисленными псевдонимами, наиболее известный из них — «Финн» («Гермониус-Финн»), публиковал в столичных и провинциальных изданиях материалы по всем разделам, дозволенным к печати. Однако, в основном был известен как театральный и музыкальный критик, «гроза» антрепренеров, артистов театра, оперы и балета. Обладал не только талантом журналиста, но и скандальной репутацией.
В 1880-х сотрудничал в газетах «Новое время», «С.-Петербургские ведомости», «Варшавский дневник» и др. изданиях. Наиболее известен по работе в «Петербургской газете». Служил её постоянным сотрудником, секретарем редакции (1883—1888) и вторым редактором (1888—1893). С 1886 привлёк к сотрудничеству в газете младшего брата — Альберта, впоследствии утверждённого официальным редактором «Петербургской газеты» и её иллюстрированных приложений. Фактически возглавив редакцию газеты, способствовал росту её чрезвычайной популярности, как органа общественного мнения С.-Петербурга, доведя в 1891 г. ежедневный тираж до 24 тысячи экз. При том обложил ежемесячной «данью» антрепренеров, артистов и др. лиц, как за положительные рецензии и отзывы на их театральные представления, выступления и концерты, печатавшиеся в газете, так и за отрицательные на выступления конкурентов. Защищал интересы «Петербургской газеты» в конкурентной борьбе с другими изданиями и активно участвовал в «журналистских» войнах 1880-х гг., прославившись эпатажными поступками. Не брезговал плагиатом, нарушением авторских и смежных прав, занижением или задержкой оплаты гонораров и прочими нарушениями, что, впрочем, было обычным явлением для печати того времени. Неоднократно привлекался к судебным разбирательствам по делам о клевете в печати, возбуждавшихся героями публикаций против их авторов и редакции «Петербургской газеты». Без ведома издателя-редактора газеты С. Н. Худекова, самостоятельно увеличил себе оплату построчного гонорара в два раза. В конечном итоге, по обвинению в шантаже, в 1893 был уволен от должности и выслан из С.-Петербурга в южные губернии России; розничная продажа «Петербургской газеты» была запрещена с 22 января по 8 февраля 1893 года. По стечению обстоятельств, а может быть не случайно, увольнение состоялось в тот же год, в котором главным редактором «Петербургской газеты» был утверждён старший сын издателя — юрист Николай Сергеевич Худеков, заменивший в качестве издателя-редактора отца, избранного и утверждённого на должность скопинского уездного предводителя дворянства.
Впоследствии А.-А. К. Гермониус работал журналистом в изданиях Одессы (газеты «Одесский листок», «Одесский вестник», «Театр», «Одесские новости»), Москвы (газета «Русское слово»), Екатеринославля (газета «Русская правда»), Полтавы (газета «Полтавский вестник»). Был фактическим редактором газет «Одесский листок» (1893—1894), «Русское слово» (1899—1900) и «Полтавский вестник» (1909—1910), без официального утверждения в должности; в 1907—1908 гг. — официальный редактор газеты «Русская правда». Тогда же — в 1890-х, участвовал в литературных альманахах и сборниках, издававшихся в Одессе. Будучи некогда обеспеченным и талантливым журналистом, в 1910 перенёс инсульт и дальше не мог продолжать работать; нуждался в посторонней помощи, жил в нужде, обращался за помощью в Литературный фонд. Умер в нищете в Полтаве. Похоронен в Одессе, на Первом (Старом) христианском кладбище (не сохранилось). В мемуарной литературе советского периода характеризуется, в основном, с отрицательной стороны. Оценки же современников более ранних воспоминаний нейтральны. Был женат.

### «Петербургская газета»
Несмотря на скандальную репутацию в журналистике, с точки зрения правительственной цензуры А.-А. К. Гермониус был благонадежным редактором. По мемуарным воспоминаниям сотрудников «Петербургской газеты», являлся образцом самоцензуры и того же требовал от подчиненных. За время его редакторства газета не получила ни одного административного взыскания, что благотворно сказалось на её финансовом состоянии и возможностях по привлечению к сотрудничеству как молодых и неизвестных, так уже популярных и маститых авторов. При Гермониусе началось восхождение к вершинам литературной славы А. П. Чехова, ставшего сотрудником в «Петербургской газеты».
Однако, скандальную известность А.-А. К. Гермониус приобрел раньше, будучи студентом 2-го курса юридического ф-та С.-Петербургского университета и только начавшего сотрудничать в газете. В то время он характеризовался «как ничтожный, ничего смыслящий театральный отметчик, прохаживающийся по артистическим репутациям бранчливо, но безнаказанно». В столичной газете «Минута» опубликовал статью «В нашем университете», посвященную студенческим «сходкам». Назвав в статье их участников негодяями, паршивыми овцами и «вредными агитаторами», он ложно и бездоказательно обвинил студентов в неблагонадежности и антиправительственной деятельности. Публикация вызвала шквал негодования. Столичные газеты сравнивали Гермониуса с героем статьи Эмиля Золя «Bétise» («Глупость»), в то время опубликованную в «Figaro», и писали: «не надо учиться, не надо трудиться; достаточно произвести скандал, чтобы сделаться известным». Студенческие товарищи потребовали публичных извинений и предания Гермониуса университетскому суду. Неоднозначные извинения, которые Гермониус публично принес на страницах той же газеты «Минута», сделались объектом новой критики. Общее мнение студенчества выразил в открытом письме студент IV курса историко-филологического ф-та А. И. Веденский, впоследствии видный русский философ и педагог, профессор С.-Петербургского университета. С того времени в обществе за Гермониусом стойко закрепилась репутация лжеца, хама и проходимца, опозорившего звание студента, доносчика и осведомителя III отделения. 19 (31) декабря 1880 года состоялся университетский суд «над неблаговидным поступком студента второго курса юридического Гермониуса», на котором находились студенты-представители от каждого курса и факультета и два профессора, всего около двадцати человек судей. Согласно приговору университетского суда, зачитанного одним из профессоров, «поступок студента Гермониуса суд признал легкомысленным, заслуживающим порицания». Согласно постановлению суда, приговор был вывешен в стенах С.-Петербургского университета и опубликован в столичных газетах.
Весной 1882 года А.-А. К. Гермониус, будучи студентом 3-го курса университета, отметился новым эпатажным поступком. Он выступил как секундант издателя-редактора газеты «Минута» И. А. Баталина, и от его имени вызвал издателя-редактора газеты «Новости» О. К. Нотовича на дуэль, шантажируя того публикацией «какого-то письма, не принятого редактором „Новостей“ и, как надо полагать, переполненного ругательствами»
Студентом 4-го курса А.-А. К. Гермониус весной 1883 уже показан секретарем редакции «Петербургской газеты». Это засвидетельствовано делом, в январе 1884 рассмотренное, без участия присяжных заседателей, в III отделении С.-Петербургского окружного суда, по поводу опубликованной в газете передовой статьи «К процессу Кронштадтского банка», написанной Гермониусом по заданию издателя-редактора С. Н. Худекова. Статья посвящена юридическим аспектам (доказательствам неосновательности привлечения к делу некоторых подсудимых) уголовного дела о злоупотреблениях в Кронштадтском коммерческом банке, которое начало рассматриваться в суде только с 14 марта 1883 года. Худеков и секретарь газеты А.-А. К. Гермониус обвинялись в преступлении, предусмотренном 1 и 2 дополнениями к ст. 1038 Уложения о наказании уголовном и исправительном, то есть в разглашении в печати сведений дознания или предварительного следствия до начала судебного процесса. Особенность процесса в том, что это было первое судебное дело с подобным обвинением в российской судебной практике. Худеков и Гермониус были признаны виновными, приговорены к штрафу и тюремному аресту. Однако, вследствие Высочайшего манифеста от 15 (27) марта 1883, в том же судебном заседании освобождены от наказания.
В мае того же — 1884 г., А.-А. К. Гермониус, как секретарь «Петербургской газеты», был привлечен в качестве соответчика к судебному делу между газетой и харьковским помещиком А. А. Зарудным, обвиняемого по так называемому «делу Черной банды». Зарудный обвинил газету в том же нарушении — разглашение сведений предварительного следствия, с целью повлиять на общественное мнение и судебный процесс. Спор рассматривался в мировом суде и закончился примирением сторон.

### Семья
- Жена — Ольга Петровна (?-не ранее 1917). После высылки мужа из столицы, с сыном — Николаем, осталась жить в С.-Петербурге.
  - Сын — Николай Акселевич Гермониус (1886-не ранее 1916), музыкант-любитель и музыкальный критик, журналист. Дворянин, не имевший классного чина. Первоначально записан в С.-Петербургскую первую мужскую гимназию, курса которой не окончил и выбыл в 1897; в том же — 1897, поступил учеником С.-Петербургской второй мужской гимназии, курс которой окончил в 1905 г.; в том же — 1905, поступал в Императорский С.-Петербургский университет, однако, курса не окончил. В течение 1908—1909 выступал в любительском народном Великорусском оркестре под управлением композитора и дирижёра Владимира Евмениевича Савинского [в С.-Петербурге]. В последующие годы работал журналистом «Петербургской газеты» и др. столичных газет. Умер не ранее 1916 года. Жена — Елизавета.
- Отец — Карл Аксель-Андрей Гермониус (26.02.1830-29.09.1886[19], С.-Петербург), надворный советник и кавалер. Сын Андреаса Акселя Гермониуса (14.08.1797-01.06.1858, С.-Петербург) и Марии Кристины Гермониус (16.04.1806-26.08.1877, С.-Петербург). Помещик Санкт-Михельской губернии Великого княжества Финлядского в составе Российской империи. По наследству, в 1858 стал владельцем отцовских двух имений «в наилучшем состоянии», в окрестностях г. Нейшлота (совр. — Савонлинна, Финляндия), на «высоком и красивом местоположении» Сайменских вод, вместе «с устроенными на них лесопильным заводом, мукомольной мельницей и пивоварней»[20]. С семьей жил в С.-Петербурге. На протяжении 1860-х-1880-х годов служил экзекутором, затем кассиром и экзекутором канцелярии Статс-секретариата Великого княжества Финляндского (Финляндская канцелярия; Его Величества канцелярия по всем делам гражданского управления Финляндией); в воздаяние отлично-усердной и ревностной службы, начальством засвидетельствованной, пожалован кавалером орденов: Св. Станислава 3-й ст. (23.04.1861) и 2-й ст. (28.03.1871); Св. Анны 3-й ст. (16.04.1867) и 2-й ст. (12.04.1879). Женат дважды. С 18 (30) октября 1859 жена — девица Шарлотта Амалия Коншевич (24.06.1838-27.09.1870, С.-Петербург), дети от брака с ней: Карл (?), Аксель-Андрей (Андриан-Аксель), Александр, Эдуард, Альберт-Аксель; дочери Хильда-Доротея и Евгения. Вторым браком женат на Констанции-Вильгельмине Андреевне (? — после 1917), дети от брака с ней: дочь Мария Карловна (? — после 1917), служила в С.-Петербурге в специальном звании «женщины-телеграфиста» (затем переименована в звание «женщина почтово-телеграфный чиновник»), за отличие по службе высочайше награждена медалью, с надписью — «За усердие», для ношения на груди, серебряной, на Станиславской ленте (18.04.1910).
- Брат — Александр Карлович Гермониус (1863 — не ранее 1918) — военный, вольнопрактикующий и земский врач, деятель с.-петербургского губернского земства, организатор-методист дополнительного (внешкольного) образования, переводчик и публицист по медицине (акушерство и гинекология) и вопросам народного образования, общественный деятель. Участник Первой мировой войны, коллежский асессор и кавалер. Окончил курс С.-Петербургской второй мужской гимназии (1882) и Императорской Медико-хирургической академии (1888). ВП от 15 (27) января 1889 № 3, по военному ведомству, о чинах гражданских, вольнопрактикующим лекарем зачислен в запас чиновников Военно-медицинского ведомства, по С.-Петербургскому уезду; ВП от 1 (13) апреля 1890 № 14, из лекарей, состоящих в запасе чиновников Военно-медицинского ведомства и на учёте по С.-Петербургскому уезду, определён в службу младшим врачом 60-го пехотного Замосцкого полка; из лекарей того полка с 4 (16) ноября 1890 вновь зачислен в запас чиновников Военно-медицинского ведомства, по С.-Петербургскому уезду. Вольнопрактикующий врач в С.-Петербурге (женские и детские болезни), член Акушерско-гинекологического общества и секретарь редакции «Журнала акушерства и женских болезней» (1893). Тогда же из отставных лекарей, не имеющих чина, с 13 (25) января 1893 определён в службу в ведомство учреждений императрицы Марии, сверхштатным врачом при грудных отделениях Императорского С.-Петербургского воспитательного дома (Приказ по ведомству от 29.05.1893 за № 4). Служил врачом округа ведомства Императорского С.-Петербургского воспитательного дома по уездам С.-Петербургской губернии и лечебниц различных благотворительных обществ. Впоследствии неоднократно избирался членом С.-Петербургской губернской управы и на протяжении 1900—1917 служил делопроизводителем (заведующим) отделением народного образования губернского земства. Публиковался в «С.-Петербургском земском вестнике» и педагогических журналах («Русская школа», «Школа и жизнь» и др.), от земства избирался делегатом и известен как деятельный участник всероссийских педагогических съездов, организатор дополнительных форм внешкольного образования. Избирался членом правления нескольких благотворительных обществ по делам народного образования в С.-Петербурге и губернии, в том числе библиотекарем комитета С.-Петербургского общества грамотности[21], бывшего Комитета грамотности Императорского Вольного экономического общества. Одновременно состоял врачом по штатам резерва Главного военно-санитарного управления. Занимался просветительской деятельностью, в частности, читал публичные лекции по акушерству и санитарной гигиене (1906). С началом Первой мировой войны лекарем, не имеющим классного чина, призван из ополчения С.-Петербургской губернии, с оставлением в занимаемой должности по С.-Петербургской губернской земской управе. За отлично-ревностную службу и особые труды, вызванные обстоятельствами войны, пожалован кавалером орд. Святого Станислава 3 ст. (1.01.1915); ВП от 11.09.1916, по Главному военно-санитарному ведомству, произведён, за выслугу лет, из титулярных советников — в коллежские асессоры, со старшинством с 11.03.1914. В то же время занимался политической деятельностью: с декабря 1906 состоял членом [в С.-Петербурге] думской Крестьянской партии, с 1916 был членом думской Партии народной свободы (конституционные демократы). Жена — Надежда Парменовна, общественный деятель, член-соревновательница и деятельный сотрудник Императорского Человеколюбивого общества [в С.-Петербурге]. За отличное усердие и особые труды, по ведомству Человеколюбивого о-ва, высочайше награждена медалями, с надписью — «За усердие»: золотой, для ношения на груди, на Анненской ленте (6.12.1908); серебряной, для ношения на шее, на Владимирской ленте (25.03.1912). Их дети: Георгий (1889—1938)[22], Александр (1890—1942)[23], Вячеслав (педагог).
- Брат — Эдуард Карлович Гермониус (6.05.1864, С.-Петербург — 5.10.1938, Бейрут) — генерал-лейтенант РИА, видный российский военный инженер-артиллерист и оружейник, участник Первой мировой и Гражданской войн, деятельный член русской эмиграции, переводчик и военный писатель. Жена — девица Нина Фёдоровна Сивцо[е]ва (1870—1952), происходила из казачества; общественный деятель, член с.-петербургского Общества охранения здоровья женщины, состоящего под покровительством её Императорского высочества принцессы Евгении Максимилиановны Ольденбургской. Их дети: Вадим, Людмила (в замужестве Подвысоцкая), Антонина (в замужестве Гейштор), Екатерина (в замужестве Шескинова). Сын — артиллерист, участник Первой мировой и Гражданской войн, впоследствии видный военачальник Советской армии, репрессирован; дочери, получившие женское классическое и музыкальное образование в Российской империи, эмигрировали.
- Брат — Альберт Карлович Гермониус (1868, С.-Петербург — ок. 14.04.1834, Париж) — журналист, публицист и театральный критик. Дворянин, не имевший классного чина. Воспитывался в С.-Петербургской второй мужской гимназии, однако, курса не окончил. Постоянный сотрудник «Петербургской газеты» с 1886[24] по февраль 1918 г., её корреспондент, музыкальный и театральный критик, секретарь редакции, второй, затем ответственный (главный) редактор газеты[25] и её иллюстрированных приложений. Публиковался под псевдонимами, которые нередко, до настоящего времени, отождествляются с его старшим братом — А.-А. К. Гермониусом. При редакторстве А. К. Гермониуса в 1910-х гг. ежедневный тираж газеты достиг 194 тыс. экз. Кроме «Петербургской газеты» сотрудничал и в других изданиях, связанных, в основном, с театрально-художественной тематикой («Театральный мирок», «Театр и Искусство» и др.). Общественный деятель, действительный член и кандидат в директора с.-петербургского Литературно-художественного общества, действительный член и кандидат в члены ревизионной комиссии Всероссийского общества редакторов ежедневных газет. После ареста зимой 1918 по делам редакции «Новой Петроградской газеты» (бывшей «Петербургской газеты») эмигрировал (Чехословакия, Франция), в 1920-х работал агентом в сфере театра и кинематографа, публиковался в эмигрантской прессе Русского зарубежья. Жена — София Григорьевна (? — 29.04.1938, Лаэнди, Франция), артистка, игравшая на сценах частных театров и антреприз С.-Петербурга. Их дочь — Нина Альбертовна, сестра милосердия военного времени Полтавской общины Российского общества Красного Креста, с 1 (14) ноября 1914 зачислена на службу в Полтавский сводный эвакуационный госпиталь.
- Возможный родственник — Карл Карлович Гермониус (27.08.1857 — не ранее 1912), педагог, коллежский советник. Учитель французского языка Поневежского реального училища, Ковенской губернии, Виленского учебного округа, с 1887 по 1911 г.: лютеранско-евангелического вероисповедания, окончил курс 1-й с.-петербургской военной гимназии; в военной службе с 1877 во флоте, мичман. После выхода в отставку поступил на службу в М-во народного просвещения, вольнонаёмный, затем штатный учитель французского языка вышеуказанного училища, в той должности — с 1887; пожалован, за выслугу лет, коллежским асессором (13.01.1903), надворным советником (13.01.1907), коллежским советником (13.01.1911); одновременно, с 1908 преподавал французский язык в Поневежской женской гимназии. Был женат.

## Творчество
А.-А. К. Гермониус является автором большого числа статей ежедневной газетной публицистики, общая библиография которой отсутствует. Сборники других его произведений (проза, поэзия, фельетоны и др.) не известны. Интерес представляют его материалы, посвященные театрально-музыкальным и художественным обзорам и критике, артистам, художникам, композиторам, певцам и др. представителям русской культуры и искусства конца XIX – начала XX века. Эти материалы опубликованы в специальных тематических библиографических указателях. Как драматург, он известен соавтором одной пьесы, шедшей на сценах частных антреприз С.-Петербурга. Период работы в Одессе (1893-1903) отмечен его участием в нескольких литературных альманахах.
- Комедия-шутка (фарс), с куплетами «на современные, общественные явления», в 4-х действиях, «Петербургская жизнь» (1886), совместно с И. П. Зазулиным[26]. Впервые комедия играна 25 ноября (7 декабря) 1886 на сцене Русского купеческого общества для взаимного вспоможения (Приказчичий клуб) в бенефис И. П. Зазулина, принимавшего постоянное участие на сцене вышеназванного клуба[27], выступая в ролях jeunes comiques. 19 (31) января 1887 играна на сцене Малого театра[28] (дирекции Г. А. Арбенина), при участии А. З. Бураковского и С. А. Пальма.
- Финн. [А. К. Гермониус]. Столица юга. (Юбилейная шутка) // Одесский Альманах. Ежегодный справочный календарь-сборник на 1895 год. Изд. Ю. Н. Сандомирский. Ред. C. И. Плаксин. – Одесса: «Центр. Типо-лит.», 1894.  Отд. 3. Литературный.
- Финн. [А. К. Гермониус]. Романс. [Стих.] // Южно-Русский Альманах. [Под ред. В. Дорошевича]. Изд. Ю. Сандомирский. II-й год, 1896-й. – Одесса, 1896. Ч. 3. Проза и поэзия.
- А. Гермониус-Финн. На востоке. (Набросок) // Южно-Русский Альманах. [Под ред. В. Дорошевича]. Изд. Ю. Сандомирский. III-й год, 1897-й. – Одесса, 1897. Ч. 3. Проза и поэзия.